# Sadoq

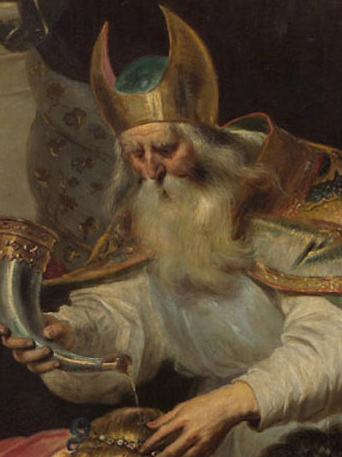
Portrait peint de Cornelis de Vos représentant le grand-prêtre Tsadoq.

Sadok ou Sadoq, ou encore Tsadok  (de l'hébreu צדוק, Tsadoq signifiant le Juste), était le grand-prêtre du Temple de Salomon.
Il est le fils d'Ahitov et sa généalogie remonte à Eléazar (Chroniques I chapitre 5 ou chapitre 6, selon que la version utilisée est chrétienne ou juive).
Lors de la rébellion d'Absalom, Sadoq fut choisi par David pour officier avec Abiathar au sacrifice rituel (II Samuel, XX-25) devant l'Arche d'alliance encore sous la tente.
Il devint grand-prêtre sous Salomon (I Rois, II-27) pour servir au Temple. Son propre fils, Azaria, était également préposé à cet office (I Rois, IV-2) ce qui suppose que la grande-prêtrise devint, sous son influence, héréditaire.
On associe généralement Sadoq aux sadducéens, quoique l'on ignore véritablement la portée de son sacerdoce et de sa dynastie. On peut présumer des liens étroits entre la royauté davidique et une forme d'orthodoxie sacerdotale d'après les propos d'Ézéchiel.